# Médaille Hector
Pour les articles homonymes, voir Hector (homonymie).
La médaille Hector (anciennement connue sous le nom de médaille commémorative Hector) est une distinction scientifique qui est décernée par la Société royale de Nouvelle-Zélande à la mémoire de Sir James Hector à des chercheurs travaillant en Nouvelle-Zélande.

## Histoire
Il est remis chaque année en rotation parmi les différentes sciences – il y en a actuellement trois : la chimie ; la physique ; les mathématiques et les sciences de l'information. Elle est décernée à un chercheur qui « a entrepris des travaux de grande valeur scientifique ou technologique et qui a apporté une contribution exceptionnelle à l'avancement de la branche particulière de la science ». Il a été décerné précédemment à tour de rôle dans davantage de domaines scientifiques ; ainsi en 1918, ils ont été : la botanique, la chimie, l'ethnologie, la géologie, la physique (dont les mathématiques et l'astronomie), la zoologie (dont la physiologie animale). Depuis quelques années, il est décerné tous les deux ans – il n'a pas été attribué en 2000, 2002 ou 2004.
En 1991, il a été dépassé par la médaille Rutherford comme plus haute distinction décernée par la Société royale de Nouvelle-Zélande.
L'avers de la médaille porte la tête de James Hector et l'envers est orné d'un Maori attrapant au collet un huia,. La dernière observation confirmée de huia en vie est antérieure de trois ans à l'attribution de la médaille.
Ne pas confondre avec le prix Hector en Allemagne.

## Lauréats
- 1912 : Leonard Cockayne (botanique)
- 1913 : Thomas Hill Easterfield (en) (chimie)
- 1914 : Elsdon Best (en) (ethnologie)
- 1915 : Patrick Marshall (en) (géologie)
- 1916 : Ernest Rutherford (chimie)
- 1917 : Charles Chilton (en) (zoologie)
- 1918 : Thomas Frederic Cheeseman (botanique)
- 1919 : Philip Robertson (en) (chimie)
- 1920 : Percy Smith (ethnologie)
- 1921 : Robert Speight (en) (géologie)
- 1922 : Coleridge Farr (en) (géophysique)
- 1923 : George Hudson (entomologie)
- 1924 : Donald Petrie (en) (botanique)
- 1925 : Bernard Aston (en) (chimie)
- 1926 : Henry Devenish Skinner (en) (ethnologie)
- 1927 : Charles Cotton (géologie)
- 1928 : Duncan Sommerville (mathématiques)
- 1929 : G. M. Thomson (en)
- 1930 : John Ernest Holloway (en) (botanique)
- 1931 : William Percival Evans (en)
- 1932 : Te Rangi Hiroa (Peter H. Buck) (anthropologie)
- 1933 : John Marwick (en) et Noel Benson (en)
- 1934 : Charles Ernest Weatherburn (en)
- 1935 : William Benham (en)
- 1936 : Walter Oliver (botanique)
- 1937 : John Reader Hosking (en)
- 1938 : Herbert Williams
- 1939 : John Arthur Bartrum (en)
- 1940 : Donald Bannerman Macleod (en)
- 1941 : Harold John Finlay (en)
- 1942 : Harry Allan (en)
- 1943 : Lindsay Heathcote Briggs (en)
- 1944 : Johannes Carl Andersen (en)
- 1945 : John Henderson (en)
- 1946 : Henry Forder (mathématiques)
- 1947 : Arthur William Baden Powell (en)
- 1948 : G. H. Cunningham (en)
- 1949 : Robert Anthony Robinson (en)
- 1950 : Ernest Beaglehole (en)
- 1951 : Francis John Turner
- 1952 : Keith Edward Bullen (géophysique)
- 1953 : Lancelot Eric Richdale (en)
- 1954 : Lucy Cranwell
- 1955 : Francis Shorland (chimie)
- 1956 : Roger Duff (en)
- 1957 : Harold Wellman (en)
- 1958 : Alister George McLellan (en)
- 1959 : Barry Fell (en)
- 1960 : Edward Edinborough Chamberlain (en)
- 1961 : Harry Bloom
- 1962 : Ralph Piddington (en)
- 1963 : Charles Alexander Fleming (en)
- 1964 : Derek Frank Lawden (en)
- 1965 : Richard Dell (en)
- 1966 : John Thorpe Holloway (en)
- 1967 : Richard Conrad Cambie (en)
- 1968 : Gilbert Edward Archey (en)
- 1969 : Doug Coombs (en)
- 1970 : Brian Wybourne (en)
- 1971 : Ira James Cunningham (en)
- 1972 : Ted Bollard (en)
- 1973 : Michael Hartshorn (en)
- 1974 : Herbert Dudley Purves (en)
- 1975 : Robert Cecil Hayes (en)
- 1976 : John Newton Dodd
- 1977 : Campbell Stuart Wemyss Reid
- 1978 : Richard Ellis Ford Matthews (en)
- 1979 : Leon Francis Phillips (en)
- 1980 : Graham Liggins (en)
- 1981 : Trevor Hatherton (en)
- 1982 : Roy Kerr (mathématiques)
- 1983 : Raymond Robert Forster (zoologie)
- 1984 : Rod Bieleski
- 1985 : Peter Bernard David de la Mare (en)
- 1986 : Robin Wayne Carrell (en)
- 1987 : Albert James Ellis
- 1988 : Daniel Frank Walls (en)
- 1989 : Patricia Bergquist
- 1990 : Peter Wardle (en)
- 1991 : Warren R. Roper (en)
- 1992 : Roger Green
- 1993 : Richard Irving Walcott (en)
- 1994 : Geoffrey Ernest Stedman (en)
- 1995 : Robert Dudley Jolly (en)
- 1996 : John C. Butcher (mathématiques)
- 1997 : Edward Neill Baker (en)
- 1998 : Paul Callaghan et Jeffery Lewis Tallon (en)
- 1999 : George Arthur Frederick Seber (en)
- 2000 : Non décerné
- 2001 : Peter Schwerdtfeger (en)
- 2002 : Non décerné
- 2003 : Kenneth John Dallas MacKenzie
- 2004 : Non décerné
- 2005 : Ian H. Witten (en)
- 2006 : Richard Furneaux
- 2007 : Timothy Haskell (physique)
- 2008 : Gaven Martin (mathématiques)
- 2009 : Peter Steel (chimie)
- 2010 : Grant Williams (chimie)
- 2011 : Rod Downey (mathématiques)
- 2012 : Margaret Brimble (chimie)
- 2013 : Richard Blaikie (physique)
- 2014 : Marston Conder[8] (Mathématiques)
- 2015 : Ian Brown[9] (Chimie)
- 2016 : Stéphane Coen (physique)
- 2017 : Sally Brooker[10] (chimie)
- 2018 : Matt Visser (en)[11] (Physique mathématique)
- 2019 : Jadranka Travaš-Sejdić (en) (Polymères et nanomatériaux)[12]
- 2020 : Eamonn O'Brien[13] (Mathématiques)
- 2021 : Eric Le Ru (chimie)[14]
- 2022 : Murray Cox[15] (génétique)